# Lafeuillade-en-Vézie
Lafeuillade-en-Vézie är en kommun i departementet Cantal i regionen Auvergne-Rhône-Alpes i mitten av Frankrike. Kommunen ligger  i kantonen Montsalvy som ligger i arrondissementet Aurillac. År 2022 hade Lafeuillade-en-Vézie 591 invånare.

## Befolkningsutveckling
Antalet invånare i kommunen Lafeuillade-en-Vézie
Referens:INSEE